# Synsepalum revolutum
Synsepalum revolutum är en tvåhjärtbladig växtart som först beskrevs av John Gilbert Baker, och fick sitt nu gällande namn av Terence Dale Pennington. Synsepalum revolutum ingår i släktet Synsepalum och familjen Sapotaceae. IUCN kategoriserar arten globalt som sårbar. Inga underarter finns listade i Catalogue of Life.